# دنجان
دنجان، روستایی در دهستان بیضا بخش مرکزی شهرستان بیضا در استان فارس ایران است.

## جمعیت
بر پایه سرشماری عمومی نفوس و مسکن در سال ۱۳۹۵، جمعیت این روستا برابر با ۲۱۳ نفر (۶۷ خانوار) بوده است.